# Real Deal
Real Deal ist ein Jazzalbum von David Murray und Milford Graves. Die in den Power Station Studios, New York City am 3. November 1991 entstandenen Aufnahmen erschienen 1992 auf DIW Records.

## Hintergrund
David Murray hatte in der zweiten Jahreshälfte 1991 in New York eine ganze Reihe von Alben für das japanische Label DIW Records eingespielt, beginnend mit einer gemeinsamen Quintettsession mit James Newton im August. Im Oktober folgte ein Album mit dem Music Revelation Ensemble (After Dark) und mehrere Studioproduktionen mit seinem eigenen Quartett, dem John Hicks, Ray Drummond und Idris Muhammad angehörten. Mit ihnen nahm Murray die Alben Ballads for Bass Clarinet, Fast Life (mit dem Gastsolisten Branford Marsalis) auf, außerdem entstand kurz vor der Duosesion mit Graves noch Death of a Sideman, das David Murray mit Bobby Bradford, Dave Burrell, Fred Hopkins und Ed Blackwell eingespielt hatte. Für Milford Graves wiederum, der in jener Zeit vorrangig seiner Lehrtätigkeit nachging, blieb die Begegnung mit Murray eine von wenigen Aufnahmesessions in den 1990er Jahren, neben einem Soloalbum (Grand Unification, 1997) und einer Reuion-Platte mit dem New York Art Quartet (35th Reunion, 1999).

## Titelliste
- David Murray & Milford Graves: Real Deal (DIW 867)[2]

1. Stated with Peace (David Murray) 7:50
2. The Third Day (David Murray) 8:50
3. Luxor (David Murray) 8:29
4. Under & Over (Milford Graves) 6:03
5. Moving About (Milford Graves) 11:08
6. Ultimate High Priest (Milford Graves) 6:27
7. Essential Soul (Milford Graves) 10:49
8. Continuity (David Murray) 4:10

## Rezeption
Richard Cook und Brian Morton haben dem Album in ihrem Penguin Guide to Jazz die höchste Bewertung verliehen; Graves’ Begegnung mit Murray sei so, wie man es von einem Titan hätte erwarten könne. Sie arbeiteten in Strukturen, die eher als unbestimmt denn als abstrakt bezeichnet werden können, und verwebten große Musikschleifen, auf denen der andere freier improvisieren könne. Dies sei wunderbar dicht und sehr effektiv. Ein essentielles Album für Murray-Bewunderer, so das Resümée der Autoren.
Bill Shoemaker schrieb 1999 in JazzTimes, dies sei ein Maß dafür, wie sehr sich das Jazzspektrum in den vorangegangenen 20 Jahren verändert habe, so dass David Murray von Avantgarde-Kämpfern ins Zentrum gedrängt wurde, für die Noten passé und Grooves Häresien sind. Ungeachtet seiner immer vielfältiger werdenden Interessen habe der erstaunliche Tenorsaxophonist und Bassklarinettist eine überzeugende Diskographie avantgardistischer Leistungen zusammengetragen, zu der Real Deal und Solo Live [von 1980] bemerkenswerte Beiträge leisten.
Die Allmusic-Redaktion verlieh dem Album lediglich drei Sterne.